# 白桃書房
白桃書房（はくとうしょぼう）は、東京都の出版社。
1945年9月、文学書の出版社として出発、命名は斎藤茂吉による。その後、経営・会計・経済社会科学系の専門書出版に主力を置く。これまでの刊行ラインナップの中に、経営コンサルタントの先駆けたちの執筆による「マネジメント・ライブラリー（全67巻）」（1958-1965)があり、現在のビジネス書の基礎をなした。日経・経済図書文化賞特別優秀賞なども多く受賞してきた。また、税理士・公認会計士などの資格試験関係図書も受験生に定評がある。
時代の要請から物流・知財関係書の出版にも出版ラインナップを広げている。
季刊の雑誌「組織科学」を、社会環境の急速な変化を踏まえた社会科学の総合理論雑誌として刊行している。